# Żabiniec (województwo podlaskie)
Żabiniec – wieś w Polsce, położona w województwie podlaskim, w powiecie wysokomazowieckim, w gminie Klukowo.
Administracyjnie na terenie wsi utworzone są dwa sołectwa Zabiniec i Dzikowiny.
W latach 1975–1998 wieś należała administracyjnie do województwa łomżyńskiego.
Wierni kościoła rzymskokatolickiego należą do parafii Najświętszej Maryi Panny Częstochowskiej w Klukowie.
| SIMC    | Nazwa     | Rodzaj    |
| ------- | --------- | --------- |
| 0398907 | Dzikowiny | część wsi |

## Historia
Miejscowość wzmiankowana w XVII i XVIII wieku. Początkowo niewielka wieś drobnoszlachecka. W wieku XVIII przekształciła się w wieś chłopską i folwark.
W I Rzeczypospolitej Żabiniec należał do ziemi drohickiej w województwie podlaskim.
W 1673 r. częściowym posesjonatem wsi, posiadającym 10 poddanych w Gręskach i Żabińcu był Wojciech Piętka.
W 1827 roku we wsi znajdowało się 9 domów i 64 mieszkańców
Pod koniec XIX w. wieś i folwark należały do powiatu mazowieckiego, gmina Kluków, parafia Kuczyn. Folwark o obszarze 647 morgów, wieś 9 osad i 38 morgów gruntów.
Jak podaje Słownik geograficzny Królestwa Polskiego do Żabieńca należała wcześniej wieś Sobolewo, posiadająca 10 osad i 172 morgi ziemi.
W dwudziestoleciu międzywojennym również wieś i folwark. Wieś liczyła 4 domy i 20 mieszkańców. W folwarku o powierzchni prawie 300 ha, należącym do Józefa Gerlacha, były 3 domy i 59 mieszkańców.

## Współcześnie

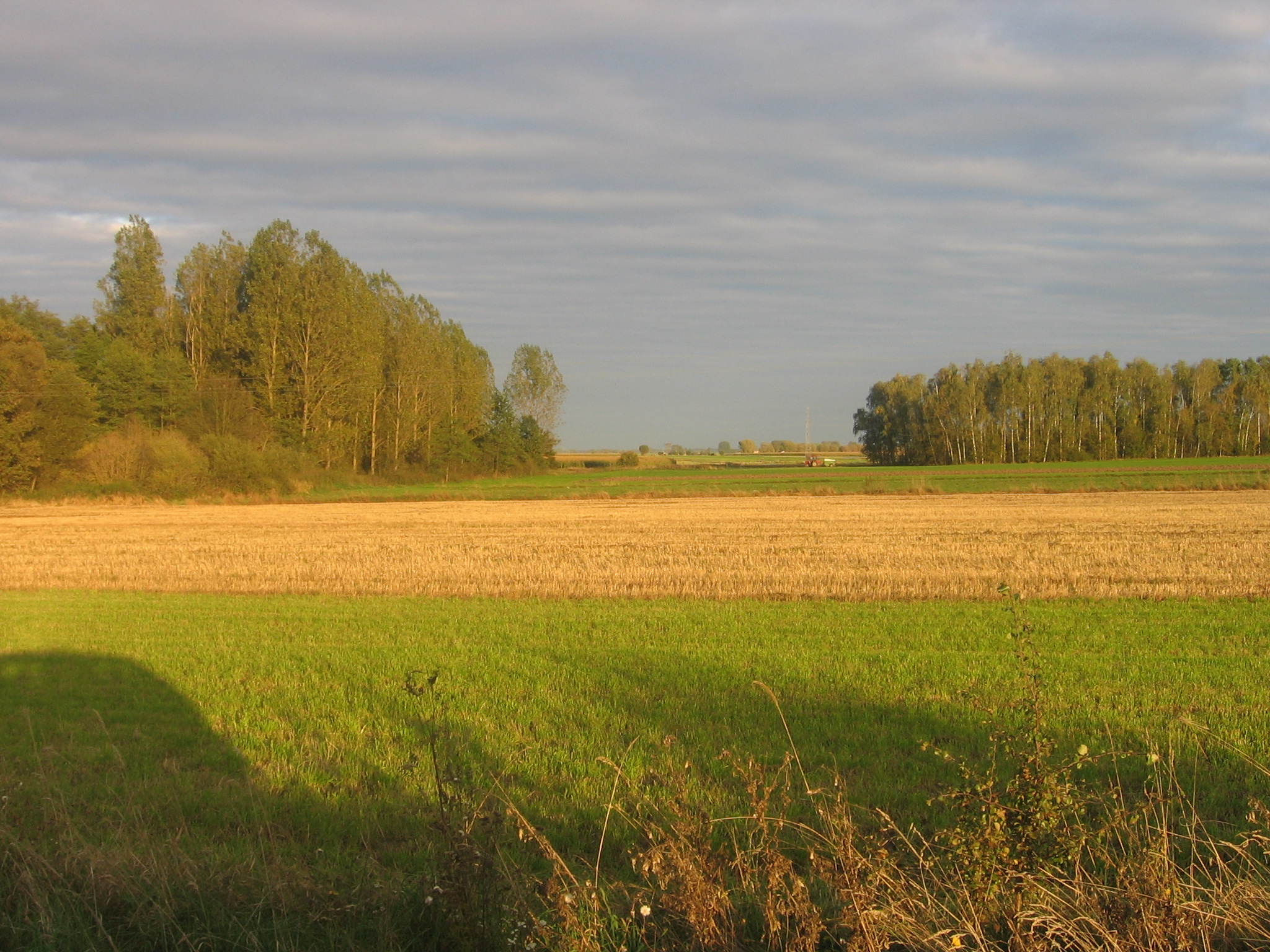
Pola w pobliżu wsi

Wieś typowo rolnicza. Produkcja roślinna podporządkowana hodowli krów mlecznych.